# ديانا فراي
ديانا فراي (بالإسبانية: Diana Frey)‏ هي منتجة أفلام ورسامة أرجنتينية، ولدت في 16 أغسطس 1944 في بوينس آيرس في الأرجنتين.

## وصلات خارجية
- ديانا فراي على موقع IMDb (الإنجليزية)